# Ferdinand Georg Waldmüller
Ferdinand Georg Waldmüller (Wenen, 15 januari 1793 - Hinterbrühl, 23 augustus 1865) was een Oostenrijkse schrijver en schilder. Hij wordt gezien als een van de grootste en belangrijkste Oostenrijkse schilders tijdens de Biedermeierperiode.

## Biografie
Waldmüller bezocht met tussenpozen de Akademie der bildenden Künste Wien tussen 1807 en 1813 en studeerde onder Hubert Maurer en Johann Baptist Lampi de Oude. In eerste instantie verdiende hij de kost door als miniaturist portretten te maken. In 1811 werd hij tekenleraar in het huis van graaf Gyulay in Zagreb, wat hij drie jaar zou blijven. In deze periode ontmoette hij zijn eerste vrouw, de operazangeres Katharina Weidner, met wie hij in 1814 trouwde. Als gevolg van diverse aanstellingen van zijn vrouw woonde Waldmuller in verschillende steden, waaronder Brno en Praag. In deze periode liet hij zich inhuren als decorschilder in het theater. Vanaf 1817 woonde Waldmüller in Wenen waar hij lessen volgde van Joseph Lange in olieverf en van Johann Nepomuk Schödlberger in landschapsschilderkunst. 
In 1823 schilderde hij in opdracht van de Leipzigse uitgever Breitkopf & Härtel een portret van Ludwig van Beethoven; een van de bekendste portretten van Beethoven. In 1827 kreeg hij de opdracht om Keizer Frans II te portretteren waardoor hij steeds meer opdrachten kreeg uit aristocratische kringen.
In 1829 werd Waldmüller conservator van de schilderijencollectie van de Akademie in Wenen, met de titel professor. Vanaf 1835 werd hij volwaardig lid van de Akademie. Bekende leerlingen van hem waren onder andere Hans Canon, Anton Romako en Adam Brenner. Samen met Joseph von Führich stelde hij een catalogus op van de schilderijen van de Akademie. Als schilder en academicus was hij voornamelijk geïnteresseerd in het bestuderen van de natuur en landschappen in plaats van het academisch gebruik om oude meesters te kopiëren. Dit bracht hem regelmatig in conflict met zijn collega academici en ondanks zijn beschermheer Klemens von Metternich verloor hij in 1850 zijn academie-studio en werd hij in 1857 geschorst.
In zijn privéleven leefde hij sinds 1834 gescheiden van tafel en bed van zijn vrouw Katharina. In 1851 hertrouwde Waldmüller met de hoedenmaakster Anna Bayer. Rond deze tijd kende hij grote financiële problemen. Als gevolg van internationale tentoonstellingen in Londen (1856 en 1862) en Keulen (1861) keerde zijn succes enigszins terug en in 1864 werd hij door keizer Frans Jozef I gerehabiliteerd.
Waldmüller stierf op 72-jarige leeftijd en werd begraven op de begraafplaats Matzleinsdorf. In 1922 werden zijn stoffelijk overschot en zijn grafsteen overgebracht naar het grafbos in het Waldmüllerpark in Wenen.

## Smartphone?
Het schilderij Die Erwartete waarop een jonge vrouw met een gebedenboek over een veldweg wandelt, baarde in 2022 opzien omdat het lijkt als of ze een smartphone vasthoudt.

## Galerij

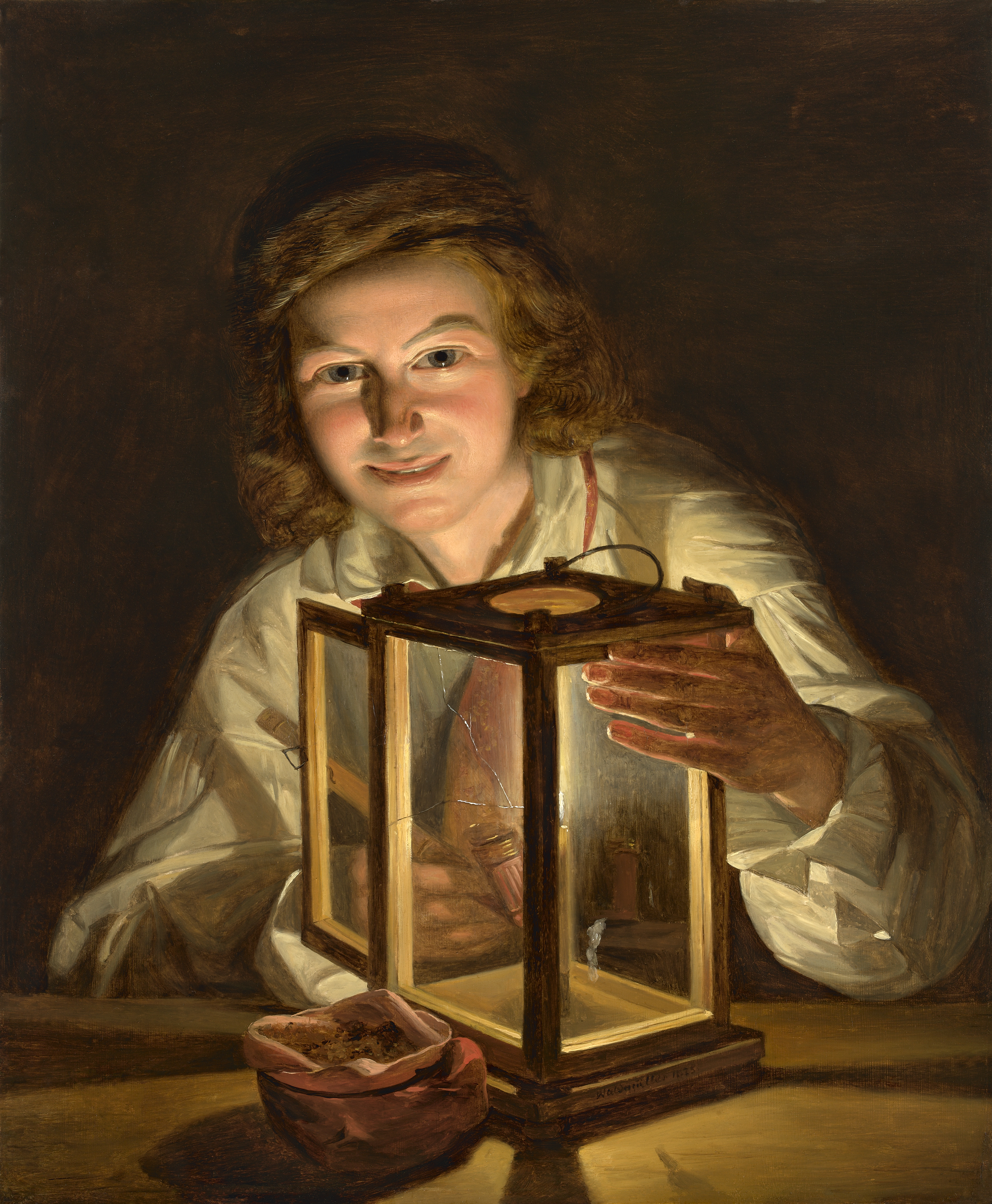
Zelfportret met lantaarn (1825)
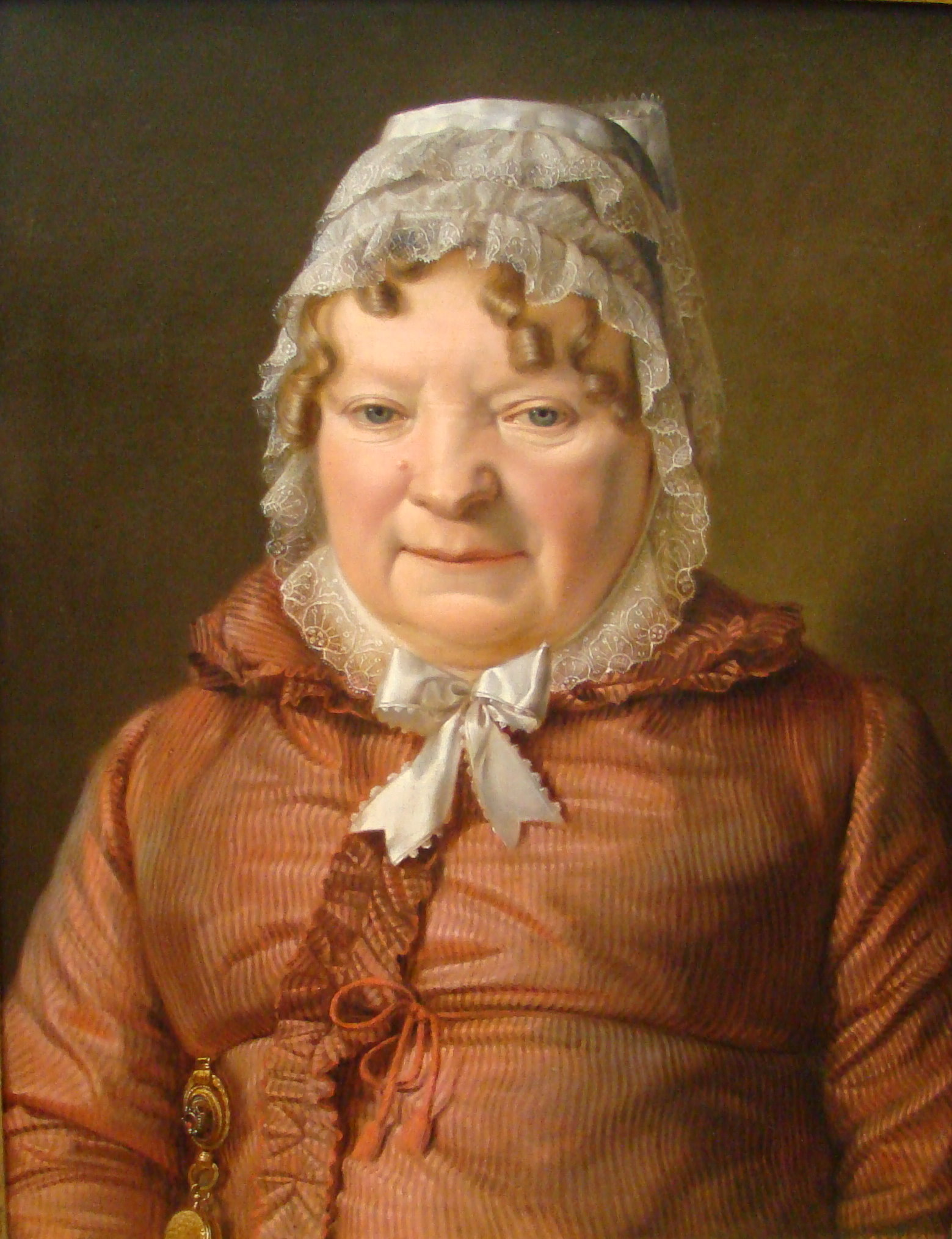
Portret van de moeder van kapitein von Stierle-Holzmeister (ca. 1819) - Alte Nationalgalerie museum, Berlijn
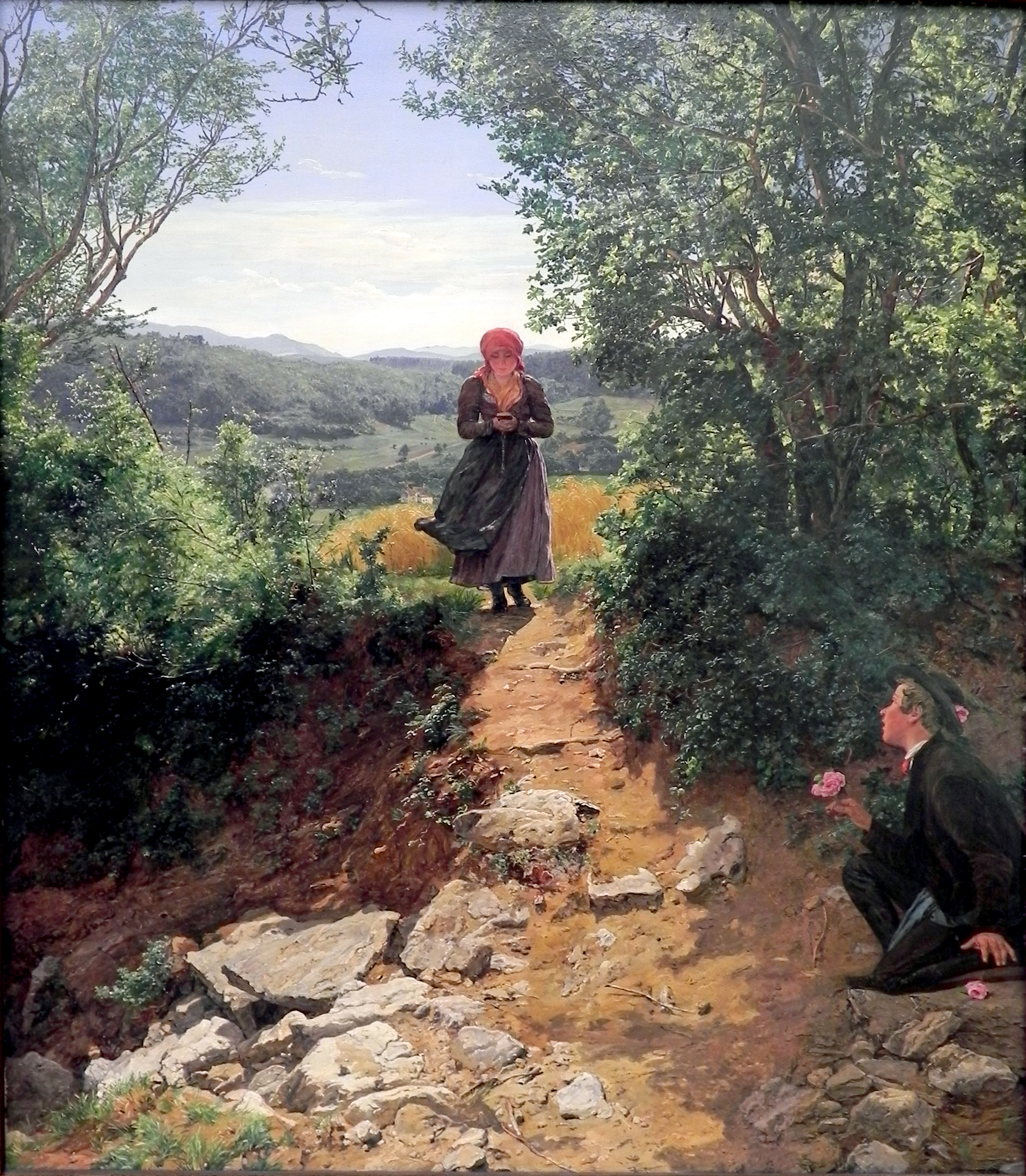
Die Erwartete (ca. 1860)

- Bibliothèque nationale de France: cb122530712 (data)
- Gemeinsame Normdatei: 118628674
- International Standard Name Identifier: 0000 0001 0971 4438
- Library of Congress Control Number: n85344924
- MusicBrainz: 0869152f-a200-4ebb-ba3f-6bd9bd4fa844
- Nationale Bibliotheek van Tsjechië: xx0038418
- Nationale Bibliotheek van Israël: 987007277893305171
- Nationale Bibliotheek van Polen: a0000002511283
- Nederlandse Thesaurus van Auteursnamen: 071428208
- RKD-Nederlands Instituut voor Kunstgeschiedenis: 82571
- SNAC: w6bk1wx1
- Système universitaire de documentation: 031285368
- Union List of Artist Names: 500011861
- Virtual International Authority File: 51953646
- WorldCat: E39PBJhRKtVxxT3jmRDJMBMwYP